# Compañía estatal de televisión y radioemisora de toda Rusia
La Red Rusa de Radiodifusión y Televisión (en ruso: Российская телевизионная и радиовещательная сеть, romanizado: Rossiyskaya televizionnaya i radioveshchatel'naya set') cuyas siglas son "РТРС"; oficialmente llamada Compañía Estatal de Radiodifusión y Televisión de toda Rusia (en ruso: (Всероссийская государственная телевизионная и радиовещательная компания, romanizado: Vserossiyskaya gosudarstvennaya televizionnaya i radioveshchatel'naya kompaniya) cuyas siglas son "ВГТРК" ("VGTRK"), es una Empresa Unitaria de radiodifusión pública de la Federación de Rusia . Actualmente gestiona cinco emisoras de radio, varios canales de televisión, una plataforma de televisión digital y servicios de video bajo demanda.
Entre 1993 y 2022, fue miembro activo de la Unión Europea de Radiodifusión. VGTRK no tiene relación con el primer canal de televisión público, Piervy Kanal.

## Historia
VGTRK fue fundada el 14 de julio de 1990 por iniciativa del Presidium del Sóviet Supremo de Rusia como la empresa de medios públicos de la RSFS de Rusia (actual Federación de Rusia). La emisora «Radio Rossii» comenzó sus emisiones el 10 de diciembre de 1990 sobre frecuencias que pertenecían a la Radio Soviética, a la que más tarde seguirían «Radio Mayak» (1991) y «La Voz de Rusia» (1993). Por otra parte, el canal de televisión «RTR» se puso en marcha el 13 de mayo de 1991, ocupando el hueco que debaja la segunda cadena de la Televisión Central Soviética.
El cometido de la VGTRK era servir como una gran compañía de radiodifusión pública bajo control de Rusia que funcionaría a través de las antiguas frecuencias soviéticas, mientras que el primer canal exsoviético (ORT1) sería una televisión pública abierta al capital privado. En 1993, la VGTRK fue aceptada como miembro activo de la Unión Europea de Radiodifusión (UER).
El 1 de noviembre se lanzó un segundo canal de televisión, «RTR 2», más tarde renombrado «Rossiya K». En 2002 se creó el servicio «RTR Planeta» para los todos los países de habla rusa.
Actualmente, VGTRK tiene cobertura en el 98,5% de la Federación de Rusia y apuesta en especial por la producción nacional, mientras que su contraparte Pervy Kanal tiene más producciones extranjeras. Además cuenta con señales propias para Bielorrusia, la población de habla rusa en Moldavia, una variante de RTR Planeta para los países bálticos y una participación en el canal europeo de noticias Euronews.
El 25 de febrero de 2022, a causa de la invasión rusa de Ucrania, la Unión Europea de Radiodifusión vetó la participación de Rusia en el Festival de la Canción de Eurovisión 2022. Asimismo, varias radiodifusoras públicas de Europa pidieron a la UER que suspendiera las emisoras rusas miembros de la organización, y esta estableció el 28 de febrero como fecha para debatir el asunto y tomar una decisión al respecto. Sin embargo, fueron las emisoras mismas (VGTRK, Pervi Kanal y Radio Domo Ostankino) las que abandonaron la UER dos días antes.

## Servicios

### Radio
VGTRK cuenta con cinco emisoras de radio, todas ellas con sede en Moscú y de cobertura nacional. Como Rusia tiene doce husos horarios distintos, la parrilla puede variar en función de cada emisora.
- Radio Rossii: emisora dedicada a la información y contenidos de servicio público.[2] Emite en FM (todo el país) y en AM (Moscú y San Petersburgo).
- Mayak: radio especializada en programas de actualidad, cultura y entretenimiento. Es heredera de la segunda radio soviética, cuyas emisiones comenzaron en 1964. Disponible en FM y AM.
- Radio Kultura: especializada en programas culturales, música clásica y documentales. Lanzado el 1 de noviembre de 2004. Emite únicamente en la capital.
- Vesti FM: cadena de información continua de la VGRTK. Fue creada en 2008 y está disponible en FM (todo el país) y en AM (grandes ciudades).
- Yúnost: radio musical dirigida al público juvenil. Fue creada en 1962, cerro sus emisiones FM en 2015, y regresó al aire en 2018 en internet.

Esta también presente la emisora de música clásica Orfeo, que actualmente no esta vinculada a la VGTRK, pero igualmente es considerada una emisora estatal por parte de la Russian State TV and Radio Music Centre.
Desde 1993 hasta 2014, se ocupó también del canal internacional «La Voz de Rusia», reemplazado por el servicio de la agencia Spútnik.

### Televisión

Logotipo de Rossiya 1.

Los siguientes canales están disponibles en señal abierta:
- Rossiya 1: principal canal de televisión, ofrece una programación generalista y centrada en la producción nacional. Programación adaptada a 5 zonas horarias. Disponible en alta definición.
- Rossiya 24: canal de información continua en directo.
- Rossiya K: canal temático con programación cultural. Programación adaptada a 4 zonas horarias.
- Karusel: canal infantil, en colaboración con Pervy Kanal. Dispone de versión internacional.

Los siguientes canales son de ámbito internacional:
- Planeta RTR: señal internacional para la población de habla rusa. Programación adaptada a 2 zonas horarias.
- Planeta RTR Báltika: señal internacional propia para los países bálticos.
- Rossiya RTR, señal internacional dentro de la Comunidad de Estados Independientes. Programación adaptada a 3 zonas horarias.
- RTR Belarús: versión propia de Rossiya 1 para Bielorrusia. Comenzó a emitir en 2008.
- RTR Moldova:  versión propia de Rossiya 1 para Moldavia. Comenzó a emitir en 2013.

Además, VGTRK gestiona las plataformas «Televisión Digital» (Цифровое телевидение), con más de 20 canales temáticos disponibles en satélite y plataformas de pago, y el portal digital infantil «Mult» (Мульт).
El grupo contó con tres canales deportivos bajo la marca «Sport» (Спорт) desde 2010 hasta 2016, cuando fueron vendidos a Gazprom Media para crear el servicio deportivo «Match TV» (Матч ТВ)

### Centros regionales
A nivel regional, la VGTRK mantiene una red heredada de la Televisión Central Soviética con más de 90 centros, todos propios, que la convierten en una de las mayores redes de televisión del mundo. Cada uno de los centros cubre a todos los sujetos de la Federación de Rusia (85 en total). Además de emitir los principales canales de radio (Radio Rossii y Mayak) y televisión (Rossiya 1, Rossiya 24 y Rossiya K), se encargan de suministrar información regional a la red.
La capital Moscú cuenta con dos canales propios: «Moscú 24», gestionado por el gobierno local, y «360º Podmoskovie», destinado a todo el óblast de Moscú.